# География на Косово
Косово е самопровъзгласила се суверенна държава непризната от Сърбия, разположена в централната част на Балканския полуостров

## Географско положение, граници, големина
Косово заема централната част на Балканския полуостров и е без излаз на море. Площта ѝ възлиза на 10 908 km². На север, североизток и изток граничи със Сърбия (351.6 km), на юг със Северна Македония (158.7 km), на югозапад с Албания (111.8 km) и на запад с Черна гора (78.6 km).
Територията на Косово се простира между 41°51′ и 43°16′с.ш. и между 20°00′ и 21°47′и.д. Крайните точки на страната са следните:
- крайна северна точка – (43°16′04″ с. ш. 20°48′14″ и. д. / 43.267778° с. ш. 20.803889° и. д.), в планината Копаоник, на границата със Сърбия.
- крайна южна точка – (41°51′27″ с. ш. 20°41′05″ и. д. / 41.8575° с. ш. 20.684722° и. д.), в Шар планина, на границата със Северна Македония.
- крайна западна точка – (42°43′44″ с. ш. 20°00′53″ и. д. / 42.728889° с. ш. 20.014722° и. д.), в планината Проклетия, на границата с Черна гора.
- крайна източна точка – (42°39′04″ с. ш. 21°47′23″ и. д. / 42.651111° с. ш. 21.789722° и. д.), в планината Голяк, на границата със Сърбия.

## Релеф
Релефът на страната е предимно планински. В централната и западната част се простират две обширни котловини – Косово поле и Метохия, около които са разположени няколко планини: Проклетия (връх Жеравица 2656 m) на запад, Мокра гора (2155 m) на северозапад, Рогозна и Копаоник на север, Голяк (1181 m) на изток, Скопска Църна гора (1651 m) на югоизток и Шар планина на юг и югозапад, в която се издига връх Рудока/Нжерит/ (2658 m) – най-високата точка на страната. Най-ниската точка е при река Бели Дрин (122 m) на границата с Албания.

## Климат
Климатът на Косово е умерено- и преходно-континентален. Средна януарска температура около 0 °C, а средна юлска 20 °C. През лятото температурите са високи, като достигат над 30 °C, а през зимата падат до -20 °C. Годишната сума на валежите 600-700 mm.

## Води
Въпреки малката си територия реките на Косово се отнасят към три главни водосборни басейна. Източната половина на страната (около 50%) принадлежи към Черноморския водосборен басейн, като тук текат реките Ибър с притоците си Лаб, Ситница и Дреница и Южна Морава с притока си Крива. Всички те принадлежат към водосборния басейн на Дунав. Западната половина на страната (около 40%) принадлежи към Адриатическия водосборен басейн. Тук тече река Бели Дрин (дясна съставяща на Дрин) с притоците си Печка Бистрица, Дечинска Бистрица, Ереник и др. Около 10% в южната част на страната се отнася към Беломорския водосборен басейн, като тук тече река Лепенец (ляв приток на Вардар).

## Растителност
От 600 до 800 m н.в. са разположени дъбови гори, от 800 до 1500 m – букови гори, на от 1500 до 1800 m – смърчови гори, а над 1900 m планински ливади и пасища. Горите заемат около 40% от територията на страната.